# Nini Roll Anker
Nini Roll Anker (3 mei 1873, Molde - 19 mei 1942, Asker) was een Noors schrijfster. Ze werkte ook onder de pseudoniemen Kåre P. en Jo Nein.

## Leven
Anker was de dochter van de jurist, burgemeester van Molde en latere minister van Justitie Ferdinand Roll. Ze kende een harmonieuze jeugd. In 1886 werd ze als eerste meisje toegelaten tot de Latijnse School van Molde. Na de verhuizing van het gezin naar Kristiania rondde ze daar een meisjesschool af. In 1892, toen ze negentien was, huwde ze de tien jaar oudere Peter Martin Anker, telg uit een vooraanstaande koopmansfamilie. De wereld van welgestelde zakenlieden waarin ze vervolgens terechtkwam, een soort van handelspatriarchaat, conflicteerde met het beschermde ambtenarenmilieu waarin ze zelf was grootgebracht. Uit de botsing van deze twee werelden zou vervolgens ook het meeste van haar werk voortspruiten. Haar sympathie voor de liberale beweging in Noorwegen en haar emancipatorische standpunten met betrekking tot vrouwenrechten vielen niet goed bij haar man "en de zijnen". Haar vroege werken getuigen van deze spanning. Haar debuutroman Benedikte Stendal (1909), een realistisch werk in dagboekvorm, alsook haar tendensroman Det svake kjøn (1915), getuigen van deze spanning.
In 1907 scheidde Anker van haar echtgenoot en hertrouwde in 1910 met de werfbezitter Johan August Anker, neef van haar eerste man, met wie ze in Asker ging wonen. Van 1916 tot 1919 verbleef ze samen met haar man bij haar zus in Parijs, waar ze geconfronteerd werd met de verschrikkingen van de Eerste Wereldoorlog. Deze ervaring leidde tot een humanistische en pacifistische levenshouding, die doorwerkte in haar latere boeken. Meest bekende voorbeelden hiervan zijn het toneelstuk Kirken, waarin ze de geestelijkheid hekelt die de wapenen zegent in plaats van vrede te prediken, en de generatietrilogie Huset i Søgaten (1923).
Anker zou tot het einde van haar leven een sociaal geëngageerde vrouw blijven en keerde zich eind jaren 1930 nog actief tegen de dreigende Tweede Wereldoorlog. Ze overleed in 1942 op 69-jarige leeftijd. Een biografie van haar vriendin Sigrid Undset bleef deels onvoltooid en werd postuum gepubliceerd.

## Bibliografie

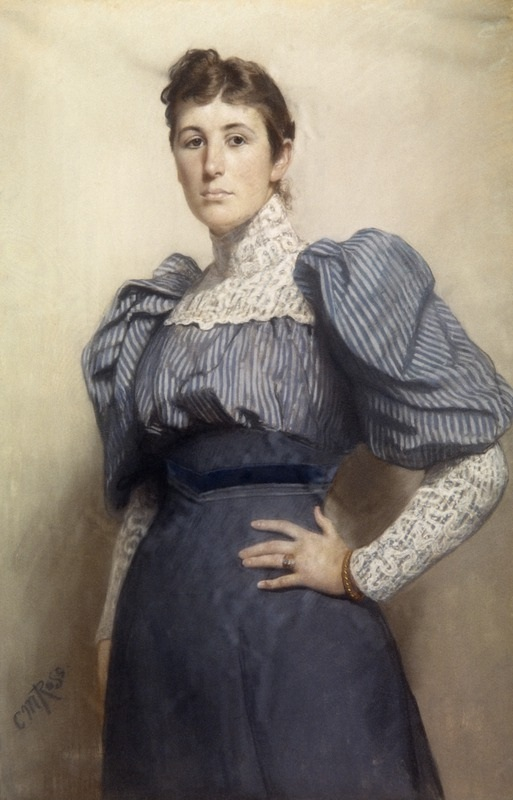
Portret van Nini Roll Anker door Christian Meyer Ross.